# 渡邊皓太
渡邊皓太（1998年10月18日—），日本足球運動員，日本國家足球隊成員，司職中場，現效力日職球隊橫濱水手。

## 俱樂部生涯
渡边皓太从4岁开始就在东京绿茵下属育成组织中接受训练，直到2016年升入一队，四年间参加日乙联赛90场，其中上赛季在日乙联赛出赛36场，已然成长为一名主力球员。2019年夏天还参加了美洲杯的比赛。2019年渡边皓太被任命为球队队长。
东京绿茵的中场球员渡边皓太转会至横滨水手的消息今日已经得到了公布。
清水心跳3-4横滨水手，渡边皓太本场获得了日职首次助攻以及首粒进球。在本赛季替补登场得分且助攻的四人中是出场时间最少的(24分钟)。

## 國家隊生涯
渡边皓太在2018年雅加达亚运会上以主力中场的身份出场了6场比赛。
他多次入选日本各级国家队，他将代表日本出战2020年东京奥运会。

## 外部連結
- Profile at Tokyo Verdy
- 日本職業足球聯賽中的渡邊皓太 （日語）